# Canton d'Istres-Sud
Le canton d'Istres-Sud est une ancienne division administrative française située dans le département des Bouches-du-Rhône, dans l'arrondissement d'Istres.
Il est supprimé à la suite du redécoupage cantonal de 2014.

## Histoire
Le canton d'Istres-Nord est créé en 1991 par scission du Canton d'Istres.

## Administration
| Période | Période          | Identité            | Étiquette | Qualité |
| ------- | ---------------- | ------------------- | --------- | --- |
| 1991    | 1998 (démission) | François Bernardini | PS        | Administrateur de sociétés Conseiller municipal d'Istres Député (1992-1993) Président du conseil général (1998) |
| 1998    | 2008             | Bernardin Laugier   | PS        | Ingénieur retraité Premier adjoint puis maire d'Istres (1998-2001)                                              |
| 2008    | 2015             | René Raimondi       | PS        | Maire de Fos-sur-Mer (2004-2018)                                                                                |

## Composition
Le canton d'Istres-Sud se composait d’une fraction de la commune de Istres et de deux autres communes : Fos-sur-Mer et Saint-Mitre-les-Remparts. Il comptait 53 385 habitants (population municipale) au 1er janvier 2012.
| Nom                      | Code Insee | Intercommunalité                   | Population (dernière pop. légale)               |
| ------------------------ | ---------- | ---------------------------------- | ----------------------------------------------- |
| Istres (chef-lieu)       | 13047      | Métropole d'Aix-Marseille-Provence | Fraction : 31 805(2012) Commune : 42 925 (2016) |
| Fos-sur-Mer              | 13039      | Métropole d'Aix-Marseille-Provence | 15 608 (2016)                                   |
| Saint-Mitre-les-Remparts | 13098      | Métropole d'Aix-Marseille-Provence | 5 841 (2014)                                    |

Quartiers d'Istres inclus dans le canton  :
- Centre
- Les Echoppes
- Rassuen
- Pont de Canadel
- Le Boulingrin
- Saint Félix
- Les Gargouilles
- Grande Conque
- Les Quatre Vents
- Prépaou
- Trigance

## Démographie
| 1999   | 2006   | 2011   | 2012   |
| ------ | ------ | ------ | ------ |
| 48 625 | 52 625 | 52 661 | 53 385 |